# Người Canada gốc Caribe và Mỹ Latinh
Người Canada gốc Caribe và Mỹ Latinh (tiếng Anh: Latin American Canadians, tiếng Pháp: Canadiens d'Amérique latine) là có nguồn gốc đến từ những người đến từ các quốc gia Mỹ Latinh. Phần lớn người Canada gốc Mỹ Latinh là đa ngôn ngữ, chủ yếu nói tiếng Tây Ban Nha hoặc Bồ Đào Nha. Hầu hết đều thông thạo một hoặc cả hai ngôn ngữ chính thức của Canada, tiếng Anh và tiếng Pháp. Tiếng Tây Ban Nha, Bồ Đào Nha và Pháp đều thuộc nhóm ngôn ngữ Roman và chia sẻ một số điểm tương đồng về hình thái và ngữ pháp.
Người Canada gốc Mỹ Latinh đã có những đóng góp nổi bật cho Canada trong tất cả các lĩnh vực chính, bao gồm chính trị, quân sự, âm nhạc, triết học, thể thao, kinh doanh và kinh tế, và khoa học.
Các nhóm nhập cư Mỹ Latinh lớn nhất ở Canada là người Canada gốc México, Colombia và El Salvador.
Người Mỹ Latinh bao gồm một biến thể không đồng nhất của nguồn gốc tổ tiên và chủng tộc trải dài từ Bắc và Nam Mỹ đến Châu Âu, Phi và Áư. Do đó, người Mỹ Latinh có thể thuộc bất kỳ chủng tộc nào, nhưng các chủng tộc thường xuyên nhất được tìm thấy trong khu vực là người Mestizo da trắng, Mỹ bản địa, da đen và Á.
Rất nhiều người Canada gốc Mỹ Latinh đã đến Canada vào cuối thế kỷ 20. Họ đến Canada vì nó có cơ hội kinh tế tốt hơn đất nước bản địa của họ. Một số người Cuba đã đến Canada để thoát khỏi chế độ của Fidel Castro. Những người Mỹ Latinh khác rời khỏi đất nước của họ vì Canada đề nghị tự do khỏi chiến tranh.
Năm 2011, hầu hết người Canada gốc Mỹ Latinh có tổ tiên người México (18,6%). Các tổ tiên phổ biến khác là Colombia (16,2%), El Salvador (11,7%), Peru (7,1%), Chile (6,7%) và Brasil (6,1%).
Về tôn giáo hầu như tất cả người Canada gốc Latinh là Kitô hữu.

## Lịch sử
Phần lớn người Canada gốc Mỹ Latinh là những người nhập cư gần đây đã đến vào cuối thế kỷ 20 từ El Salvador, Colombia, México, Chile và Guatemala, với các cộng đồng nhỏ hơn từ Cộng hòa Dominica, Cuba, Venezuela, Nicaragua, Ecuador và những đất nước khác, gần như tất cả các nước Mỹ Latinh đại diện. Lý do nhập cư bao gồm các cơ hội kinh tế và chính trị tốt hơn của Canada hoặc nội chiến và đàn áp chính trị ở nước bản địa của họ, như trường hợp của người Cuba chạy trốn khỏi cách mạng Fidel Castro, người Chile thoát khỏi sự kiểm soát của Augusto Pinochet, người El Salvador chạy trốn khỏi cuộc nội chiến El Salvador, người Peru thoát khỏi chế độ độc tài Juan Velasco Alvarado, Đa Minh trái ngược với chế độ Rafael Trujillo và Joaquin Balaguer, người México thoát khỏi Chiến tranh ma túy, người Colombia từ bạo lực ở nước họ và người Venezuela phản đối sự cai trị của Đảng Xã hội Chủ nghĩa Thống nhất Venezuela.